# Amastigia
Amastigia is een geslacht van mosdiertjes uit de  familie van de Candidae. De wetenschappelijke naam ervan is in 1852 voor het eerst geldig gepubliceerd door Busk.

## Soorten
- Amastigia abyssicola (Kluge, 1914)
- Amastigia antarctica (Kluge, 1914)
- Amastigia aviculifera Vieira, Gordon, Souza & Haddad, 2010
- Amastigia benemunita (Busk, 1884)
- Amastigia biseriata Osburn, 1950
- Amastigia cabereoides (Kluge, 1914)
- Amastigia crassimarginata (Busk, 1884)
- Amastigia fiordica Gordon, 1986
- Amastigia funiculata (MacGillivray, 1886)
- Amastigia gaussi (Kluge, 1914)
- Amastigia harmeri Hastings, 1943
- Amastigia kirkpatricki (Levinsen MS in Harmer, 1923)
- Amastigia lanceolata Liu & Hu, 1991
- Amastigia magna Gordon, 1986
- Amastigia nuda Busk, 1852
- Amastigia pateriformis (Busk, 1884)
- Amastigia puysegurensis Gordon, 1986
- Amastigia rudis (Busk, 1852)
- Amastigia solida (Kluge, 1914)
- Amastigia texta (Lamarck, 1816)
- Amastigia tricervicornis Gluhak, Lewis & Popijak, 2007
- Amastigia varians Liu, 1984
- Amastigia vibraculifera Hastings, 1943
- Amastigia xishaensis Liu, 1984
- Amastigia zigzag Figuerola, Gordon & Cristobo, 2018